# Antoine de Févin
Antoine de Févin (ca. 1470-finales de 1511 o inicios de 1512) fue un compositor franco-flamenco del Renacimiento.  Su periodo de actividad coincidió con el de Josquin des Prez, con quien compartió mucho trato.

## Vida
Févin nació probablemente en Arras, siendo hijo de un concejal.  Su hermano Robert de Févin fue también compositor.  Al igual que Antoine mucha gente emigró desde Arras a finales de la década de los 1480s. Pese a que no hay ninguna evidencia de que emigrara a Italia, este fue el destino más común para compositores franco-flamencos del tiempo.  Se cree que en la década de 1490s  se convirtió en sacerdote (a pesar de que no hay documentación conocida del momento), y también pudo haber obtenido el grado de maestro en la universidad, ya que fue generalmente llamado como maistre más tarde en su vida.  Por 1507,  trabajó como cantante y compositor en el chapelle royale para Louis XII de Francia, quién le alabó altamente.  Murió en Blois.
El teórico de música suizo y biógrafo Heinrich Glarean, sobré 1547, notó que Févin era un seguidor de Josquin, y que murió joven; también se le menciona como un compositor de Orleans, aunque esto más probablemente referido a la asociación de aquella ciudad con el tribunal de Luis XII.

## Obra
Toda la música de Févin que ha sobrevivido hasta nuestros días es música vocal.  Escribió misas, motetes y canciones.  Estilísticamente su música es similar a la de Josquin en su claridad de textura y diseño, y su naturaleza relativamente progresiva: Févin evidentemente escribió en los estilos más actuales, adoptando el método de contrastar las secciones imitativas con secciones homofónicas en torno a su producción próxima a 1490.  Por contrario a Josquin, que  mostraba menos preocupación con el encuadre prudente del texto que con una estructura formal; su encuadre de palabras individuales es ocasionalmente torpe, aunque sus estructuras a mayor escala son fáciles de seguir.  También particularmente frecuentó utilizar dúos vocales para contrastar con la sonoridad llena del coro.
Mucha de la música de Févin utiliza la técnica de libre contrapunto fantástico, más tarde perfeccionado por Josquin, donde la imitación estricta es ausente; fragmentos de un cantus firmus pervade la textura, dando un sentimiento de unidad global e igualdad completa de todas las voces.
De su música, 14 misas (uno del cual es una Misa de Réquiem ), 3 lamentaciones, 3 Magnificats, 14 motetes y 17 canciones conservamos hoy en día.